# Ptilopsis leucotis
El autillo cariblanco (Ptilopsis leucotis) es un pequeño estrígido que puede ser identificado por su cara blanca con penachos auriculares grises y ojos grandes naranja muy intenso.
No tiene subespecies reconocidas.

## Características
El plumaje es moteado, camuflándolo entre la corteza de los árboles mientras duerme. Si se alarma se queda inmóvil y erguido con las plumas alisadas y los penachos auriculares erectos, imitando a una rama desmochada. Si se provoca su reacción abre mucho los ojos y chasquea el pico agresivamente. Vive en la sabana (pradera tropical y subtropical) en matorrales de espinos, y bosques abiertos. Caza de noche grandes insectos, pequeños roedores y pájaros que han caído mientras dormían. El macho emite un ulular de dos notas, y la hembra un trémulo gorjeo.

## Distribución
Su área de distribución cubre una larga zona atravesando África entre el Sáhara y el ecuador. Incluye Benín, Burkina Faso, Camerún, República Centroafricana, Chad, República Democrática del Congo, Costa de Marfil , Yibuti, Eritrea, Etiopía, Gambia, Ghana, Guinea, Guinea-Bissau], Kenia, Liberia, Malí, Mauritania, Nigeria, Nigeria, Senegal, Sierra Leona, Somalia, Sudán, Togo y Uganda.